# 段家山水库
段家山水库是中国陕西省汉中市境内的一座水库，建于1960年。水库正常库容为152万立方米，集雨面积为4.53平方千米。